# Аккуяш
Аккуяш (также Ак-Куйаш; с пратюрк. — белое солнце) — город времён государства Караханидов.

## История
В книге Махмуда Кашгари приводятся сведения о городе Куяш, который находился в долине реки Иле в XI веке. Известны такие крепости, как Саблыгкуяш, Каракуяш и Орункуяш. В трактате Мухаммада Хайдара Дулати «Тарихи Рашиди» сообщается, что в Аккуяш жил моголский правитель Есен-Буга.